# Berito Kuwaru'wa

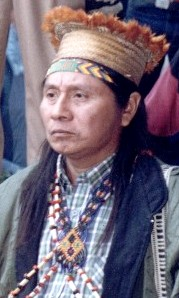
Berito Kuwaru'wa

Berito Kuwaru'wa là nhà bảo vệ môi trường người Colombia thuộc sắc dân bản xứ U'wa.
Ông đã được thưởng Giải Môi trường Goldman năm 1998 cho vai trò phát ngôn viên của người U'wa trong vụ chống đối ngành công nghiệp khai thác dầu lửa ở địa phương.